# Flatnäsflån
Flatnäsflån är en sjö i Leksands kommun i Dalarna och ingår i Dalälvens huvudavrinningsområde. Sjön har en area på 0,128 kvadratkilometer och ligger 278,4 meter över havet. Sjön avvattnas av vattendraget Noret.

## Delavrinningsområde
Flatnäsflån ingår i det delavrinningsområde (672507-142530) som SMHI kallar för Inloppet i Mockflån. Medelhöjden är 303 meter över havet och ytan är 3,14 kvadratkilometer. Räknas de 14 avrinningsområdena uppströms in blir den ackumulerade arean 121,23 kvadratkilometer. Noret som avvattnar avrinningsområdet har biflödesordning 3, vilket innebär att vattnet flödar genom totalt 3 vattendrag innan det når havet efter 315 kilometer. Avrinningsområdet består mestadels av skog (82 procent). Avrinningsområdet har 0,13 kvadratkilometer vattenytor vilket ger det en sjöprocent på 4,2 procent.